# Ferdinand Arrivabene
Graf Ferdinand Arrivabene, auch Ferdinando Arrivabene (* 30. September 1770, anderes Datum 30. September 1776, anderes Datum um 1760 in Mantua; † 29. Juni 1834, anderes Datum 24. Juni 1834, anderes Datum 16. Juli 1834 ebenda), war ein italienischer Jurist, Schriftsteller und Literaturhistoriker.

## Leben

### Familie
Ferdinand Arrivabene war der Sohn von Paolo Arrivabene und dessen Ehefrau Ottavia (geb. Picchi).
Sein Cousin war der spätere Senator Giovanni Arrivabene.
Er war mit Carolina (geb. Lamberti) verheiratet; ihr gemeinsamer Sohn war der spätere Journalist Opprandino Arrivabene (* 11. September 1807; † 2. Januar 1887).

### Werdegang
Ferdinand Arrivabene studierte Rechtswissenschaften an der Universität Pavia und promovierte 1793 zum Dr. jur.
Nach Beendigung des Studiums im März 1793 kehrte er nach Mantua zurück und war dort an den Gerichten tätig. Später trat er in den Dienst der Regierung der Cisalpinischen Republik und wurde Richter am außerordentlichen Militärstrafgericht.
Während der Besatzungszeit durch das österreichische Kaiserreich wurde Ferdinand Arrivabene 1800 wegen politischer Anschuldigungen verhaftet und im Gefängnis in Sibenik in Dalmatien inhaftiert; wurde aber kurz darauf wieder freigelassen, nachdem er sich in seiner Kanzone La tomba di Sebenico gegen die Österreicher wandte und über die ungerechte Inhaftierung empörte.
1804 wurde er zum Mitglied des Appellationsgerichts in Lyon ernannt und 1807 nach Brescia versetzt; dort war er als Präsident des Gerichtshofes für Staatsverbrechen tätig. Nach der Rückkehr der österreichischen Regierung erfolgte die Aufhebung des Gerichts und er wurde 1816 an den Gerichtshof erster Instanz nach Bergamo versetzt. Aus gesundheitlichen Gründen ging er 1821 als Appellationsrat in den Ruhestand und kehrte nach Mantua zurück und lebte dort bis zu seinem Tod.

### Schriftstellerisches Wirken
Ferdinand Arrivabene begann bereits in seiner Jugend Gedichte zu schreiben.
Er pflegte einen literarischen Briefwechsel unter anderem mit Saverio Bettinelli, der ihn in Mantua unterrichtet hatte, sowie Giovanni Pindemonte, Leopoldo Cicognara und Vincenzo Monti.
Er überarbeitete das Gedicht Die Hölle (Inferno) von Dante Alighieri in Prosa, um es auch jenen zugänglich zu machen, denen die geistige Vorbildung fehlte, um das Werk im Original lesen zu können. Das Werk erschien 1813 unter dem Titel Il Secolo di Dante, commento storico necessario all’intelligenza della divina commedia.
Er verfasste darüber hinaus sowohl weitere poetische Schriften als auch einige rechtswissenschaftliche Abhandlungen, unter anderem 1818 mit Sulla filantropia del Giudice über die Eigenschaften eines guten Richters, für den er einen Preis vom Athenäum in Brescia erhielt.

## Schriften (Auswahl)
- L’alloro di Livia. Brescia, 1811 (Digitalisat).
- La nascita del re di Roma. Brescia, 1811 (Digitalisat).
- La conversazione di Penelope. Mantua, 1816. (Digitalisat).
- La filantropia del giudice. Mantua, 1818 (Digitalisat).
- Della lingua forense dissertazione. Bergamo, 1820 (Digitalisat).
- Amori e rime di Dante Alighieri. Mantua, 1823 (Digitalisat).
- La Divina Commedia. Udine, 1823 (Digitalisat).
- Il Secolo di Dante, commento storico necessario all’ intelligenza della divina commedia scritto da F. Arrivabene. Monza, 1838. 3. Auflage (Digitalisat).